# Wagengrab von Newbridge
Das Wagengrab von Newbridge ist eine späteisenzeitliche Bestattung. Sie wurde 2001 bei der Erschließung eines Gewerbegebiets etwa 200 m südlich des sehr viel älteren Huly Hill Cairns, in Newbridge westlich von Edinburgh in Schottland entdeckt.
Es handelt sich um den ersten Fund eines Wagengrabes in Schottland. Es wurden zwei Radiokarbonproben von den Rädern entnommen. Sie datieren zwischen 503 und 389 v. Chr. (cal.). Anders als bei den in East Yorkshire gefundenen Wagengräbern der Arras-Kultur war der Wagen hier nicht zerlegt, sondern zusammen mit seinem Besitzer oder seiner Besitzerin im Ganzen vergraben worden. Dies deutet zusammen mit konstruktiven Ähnlichkeiten zu Wagen, die in Nordfrankreich oder Belgien gefunden worden sind, auf eine enge Verbindung des eisenzeitlichen Schottlands mit Kontinentaleuropa hin. Der Wagen hat jedoch konstruktive Eigentümlichkeiten, die den Beginn einer britischen Tradition des Wagenbaus anzeigen.
Knochen waren nicht erhalten, es lassen sich also keine Aussagen über Geschlecht oder Alter des Bestatteten treffen.